# 붉은옆줄대서양나무쥐
붉은옆줄대서양나무쥐(Phyllomys pattoni)는 가시쥐과에 속하는 남아메리카 설치류의 일종이다. 브라질 대서양 연안의 상파울루주와 파라이바주 사이에서 발견된다.